# إيمان غنيم (عالمة مصرية)
الدكتورة إيمان غنيم جغرافية مصرية متخصصة في مجال الجيومورفولوجيا، تعمل على تطبيق نظم المعلومات الجغرافية (GIS) و«الاستشعار عن بعد» واستخدام النمذجة الجيومكانية والجيومورفولوجية في خطر الفيضانات واستكشاف المياه الجوفية في البيئات القاحلة.
خلال أبحاثها، قالت أنها تستخدم صور الأقمار الصناعية على حد سواء في الكشف عن تراكم المياه الجوفية تحت سطح الأرض والينابيع الغواصة باستخدام البيانات إسترو الحرارية.
وقالت أنها عملت في مشروع يستخدم نظام المعلومات الجغرافية والهيدرولوجية النموذجي لاستكشاف المياه الجوفية في شمال الإمارات العربية المتحدة والولايات المتحدة، ومنطقة البحر الأحمر في مصر.
حصلت على الدكتوراه في عام 2002 من كلية الجغرافيا من جامعة ساوثهامبتون بالمملكة المتحدة. وأيضا عملت محاضرة بقسم الجغرافيا في جامعة طنطا، مصر.
انضمت الدكتورة غنيم إلى مركز جامعة بوسطن في مجال «الاستشعار عن بعد» في بداية عام 2003. في عام 2006 التحقت بالدكتور فاروق الباز في البحوث التي أدت إلى اكتشاف الحفرة الكبيرة، حفرة أثر المحتمل (أستروبليمي) في الصحراء. في عام 2007، في حين أنها كانت تحقق في بيانات فضائية مختلفة، فقد اكتشفت بحيرة كبيرة قديمة مدفونة تحت الرمال من «الصحراء كبيرة» في منطقة شمال دارفور، السودان وتقدر مساحة تلك البحيرة حوالي (30,750 km²).